# Geranomyia certhia
Geranomyia certhia är en tvåvingeart som beskrevs av Alexander 1916. Geranomyia certhia ingår i släktet Geranomyia och familjen småharkrankar. Inga underarter finns listade i Catalogue of Life.